# K.G.Lakkasandra, Dod Ballapur
K.G.Lakkasandra là một làng thuộc tehsil Dod Ballapur, huyện Bangalore Rural, bang Karnataka, Ấn Độ.